# Amt Boostedt-Rickling
Das Amt Boostedt-Rickling ist ein Amt im Kreis Segeberg in Schleswig-Holstein. Das Amt hat seinen Verwaltungssitz in der Gemeinde Boostedt.

## Amtsangehörige Gemeinden
| 1. Boostedt 2. Daldorf 3. Groß Kummerfeld | 1. Heidmühlen 2. Latendorf 3. Rickling |

## Geschichte
Das Amt wurde als Amtsbezirk Rickling nach der Annexion Schleswig-Holsteins durch Preußen aus den Gemeinden Rickling (mit Daldorf) und Fehrenbötel gebildet.
Nach Auflösung der Amtsbezirke wurde zum 1. Juni 1948 das Amt Rickling aus den beiden Gemeinden des ehemaligen Amtsbezirks und der Gemeinde Heidmühlen gebildet. Heidmühlen schied jedoch bereits zum 1. Dezember 1948 auf eigenen Wunsch wieder aus. Heidmühlen bildete dann mit der Nachbargemeinde Großenaspe das Amt Großenaspe. Am 1. April 1953 wurde Daldorf – wie bereits vor 1937 – selbständige Gemeinde. Zum 1. Januar 1970 wurde Fehrenbötel auf eigenen Wunsch nach Rickling eingemeindet.
Am 1. April 1970 wurde das Amt Großenaspe aufgelöst und die Gemeinde Heidmühlen kam wieder zum Amt Rickling. Mit der Eingemeindung in die Stadt Neumünster schied Gadeland am 26. April 1970 aus dem Amt Boostedt aus. Am 1. Januar 1971 wurde das Amt Boostedt aufgelöst. Boostedt wurde amtsfreie Gemeinde und die bis dahin dem Amt Boostedt angehörigen Gemeinden Groß Kummerfeld und Latendorf kamen zum Amt Rickling.
Zum 1. Januar 2008 trat die Gemeinde Boostedt dem Amt Rickling bei. Das Amt benannte sich nach dem Beitritt in Amt Boostedt-Rickling um, der Amtssitz wurde nach Boostedt verlegt.

## Wappen
Blasonierung: „Von Grün und Silber durch eine eingebogene Spitze gesenkt geteilt. Ein goldenes Wagenrad zwischen zwei vom oberen Schildrand zur Spitze, diese im oberen Drittel anstoßende, sich verjüngende silberne Bogenpfähle.“